# Kamenouhelné doly Ferdinandovo štěstí
Kamenouhelné doly Ferdinandovo štěstí (německy: Steinkohlengruben Ferdinandsglück) byla skupina černouhelných dolů, které těžily uhlí v západní části návrší Landek na katastrálním území Petřkovice.

## Historie
Důlní pole se nacházelo v západní části vrchu Landek na katastrálním území obce Petřkovice mezi dosud neobsazenými důlními poli Starých a Nových hlučínských kamenouhelných  dolů. Důlní pole Ferdinandovo štěstí bylo propůjčeno Královským pruským vrchním báňským úřadem ve Vratislavi 13. března 1830 olomouckému arcibiskupovi kardinálu Rudolfu Janovi. Propůjčka byla udělena na jednu jámu a 512 pruských důlních měr (44,3 ha). Název Ferdinandovo štěstí bylo pravděpodobně odvozeno od křestního jména hraběte Ferdinanda Troyera. 
Propůjčka důlních měr byla udělena na základě úspěšně vyhloubené strmé jámy v roce 1829, ve které byla nalezena kamenouhelná sloj, později nazvána Ferdinandovo štěstí. Na mapách byla uváděná jako Nálezná a byla dobývána jako první, pravděpodobně 1. července 1830. Důl dostal jméno Nálezný, později přejmenován na Ferdinandovo štěstí.
V západní části důlního pole byly v roce 1841 otevřeny dva štolové doly Bruno a Hugo, ve kterých se těžilo uhlí od roku 1841. Mezi ústím jam těchto štol stály dvě skupiny úlových koksových pecí k výrobě hutnického koksu. V letech 1834–1840 byla ražena ze západního svahu Landeku východním směrem dědičná štola. Ražena byla kolmo na horninové vrstvy, měřila 660 m. Byla dodatečnou horizontální otvírkou otevřených dolů Ferdinandovo štěstí. Sloužila také pro potřeby odvodňování, přívod čerstvých větrů a těžby pro doly v západní části Starých a Nových hlučínských dolů. Dědičná štola byla pojmenována Kleinpeterova podle tehdejšího ředitele arcibiskupských železáren ve Frýdlantu Františku Kleinpeterovi.
U východní hranice důlního pole byl v roce 1855 založen štolový dvojdůl František a Albert. Dvojdůl byl otevřen na povrchu společnou štolou vyraženou ve sloji František a provozován byl od roku 1856. 
Posledním štolovým dolem, založeným v hlučínské části a vůbec v Ostravsko-karvinském revíru, byl důl na sloji Neočekávaný, který se nacházel na východ vně důlního pole Ferdinandovo štěstí. Těžba uhlí byla zahájena v roce 1863 a trvala 10 let. Propůjčka na důlní štolu byla od Královského pruského vrchního báňského úřadu získána dodatečně 28. února 1865.
V době otvírání dolů v důlním poli Ferdinandovo štěstí docházelo k majetkovým přesunům důlních polí a dolů. 28. listopadu 1829 olomoucký arcibiskup Rudolf Jan zakoupil Nové hlučínské kamenouhelné doly. Z jeho závěti přešlo dne 26. března 1832 důlní pole Ferdinandovo štěstí a Nové hlučínské kamenouhelné doly na olomoucké arcibiskupství a kapitulu. Ta k těmto dolům přikoupila 25. ledna 1834 Staré hlučínské kamenouhelné doly.
Komplex sloučených dolů byl olomouckým arcibiskupstvím prodán 8. dubna 1843 Salomonu Mayerovi sv. p. Rothschildovi. K hlučínským dolům byly přikoupeny od Huberta barona Stückera ještě Šilheřovická důlní pole (včetně panství Šilheřovice). Celý tento komplex Spojených hlučínských dolů a Šilheřovických dolů na základě závěti S. M. Rothschilda přešel dnem 1. ledna 1859 na jeho syna Anselma Salomona Rothschilda.
Všechny doly v hlučínské oblasti byly na základě právního aktu ze dne 3. prosince 1869, mimo dolu Bohatý slojemi, spojeny organizačně v tzv. Konsolidované (spojené) hlučínské kamenouhelné doly. Důlní pole mělo rozlohu 15,5 km², což byla na tehdejší dobu mimořádně velká rozloha.
Spojené doly byly dne 5. prosince 1871 pronajaty s účinností od 1. ledna 1872 na dobu 25 let nájemní společnosti Vítkovické kamenouhelné doly. Majitelé kuksů (podílů) v této společnosti byly vídeňské bankovní domy Gutmannů a Rothschildů. 
Po vypršení nájemní smlouvy byly doly prodány Vítkovickému hornímu a hutnímu těžířstvu (VHHT).
Petřkovicko-hlučínská oblast se nacházela na území hlučínského Slezska, které bylo od roku 1742 do roku 1920 součástí německého Pruska. Mnichovským diktátem z 29. září 1938 bylo toto území začleněno do nacistické Velkoněmecké říše. Až do znárodnění doly zůstaly v majetku VHHT.

### Současný stav
Ke konci 2. sv. války byla štola Albert upravena na protiletadlový kryt pro zaměstnance dolu Anselm. Štola František je v současné době v hornickém muzeu znovu otevřená pro veřejnost jako ukázka starého důlního díla.

## Těžba uhlí
Dobývaly se sloje petřkovických vrstev ostravského souvrství. Uhlí bylo těženo ze štol metodou směrného pilířování. Dokumentováno bylo 7 důlních štol s 12 jámami, hloubka dolů cca 60 m.
Období existence dolů bylo od roku 1829 asi do roku 1870, těžba probíhala v letech 1830 až 1870.
Roční vykazovaný objem těžby hlučínských dolů činil v roce 1830 údajně 2 000 t, v roce 1870 až 13 500 t. V průběhu času se postupně veškerá těžba z uhelné oblasti Landeku přesouvala na tzv. Strojní jámu, která byla součástí hlubinného dolu později nazvaného Anselm. 

## Údaje o Kamenouhelné doly Ferdinandovo štěstí
| Název       | Druh jámy      | Založení  | délka štol v m | hloubka jámy v m | těžba              | vytěženo                                          | likvidace   | dobývací pole v ha | poznámka                                                                     |
| ----------- | -------------- | --------- | -------------- | ---------------- | ------------------ | ------------------------------------------------- | ----------- | ------------------ | ---------------------------------------------------------------------------- |
| Bruno       | dědičná        | asi 1841  | 121            |                  | 1830 – asi do 1870 | vykazována společně s ostatními hlučínskými doly. | 19. století | 44,3               | 7 důlních štol: 12 jam, počet pater: 1 hlavní, 1 – 3 nadštolní a 1 podštolní |
| Bruno       | víceúčelová    | po 1840   |                | 16,4             | 1830 – asi do 1870 | vykazována společně s ostatními hlučínskými doly. | 19. století | 44,3               | 7 důlních štol: 12 jam, počet pater: 1 hlavní, 1 – 3 nadštolní a 1 podštolní |
| František   | hlavní denní   | 1855      | 360            |                  | 1830 – asi do 1870 | vykazována společně s ostatními hlučínskými doly. | 19. století | 44,3               | 7 důlních štol: 12 jam, počet pater: 1 hlavní, 1 – 3 nadštolní a 1 podštolní |
| Hugo        | hlavní denní   | 1840      | 125            |                  | 1830 – asi do 1870 | vykazována společně s ostatními hlučínskými doly. | 19. století | 44,3               | 7 důlních štol: 12 jam, počet pater: 1 hlavní, 1 – 3 nadštolní a 1 podštolní |
| Hugo        | víceúčelová    | 1841-1850 |                | 25               | 1830 – asi do 1870 | vykazována společně s ostatními hlučínskými doly. | 19. století | 44,3               | 7 důlních štol: 12 jam, počet pater: 1 hlavní, 1 – 3 nadštolní a 1 podštolní |
| Kleinpeter  | dědičná        | 1835      | 660            |                  | 1830 – asi do 1870 | vykazována společně s ostatními hlučínskými doly. | 19. století | 44,3               | 7 důlních štol: 12 jam, počet pater: 1 hlavní, 1 – 3 nadštolní a 1 podštolní |
| Kleinpeter  | větrní         | 1835      |                | 55               | 1830 – asi do 1870 | vykazována společně s ostatními hlučínskými doly. | 19. století | 44,3               | 7 důlních štol: 12 jam, počet pater: 1 hlavní, 1 – 3 nadštolní a 1 podštolní |
| Neočekávaná | dědičná        | 1863      | 494            |                  | 1830 – asi do 1870 | vykazována společně s ostatními hlučínskými doly. | 19. století | 44,3               | 7 důlních štol: 12 jam, počet pater: 1 hlavní, 1 – 3 nadštolní a 1 podštolní |
| Nálezná     | kutací, větrní | 1829      |                | 58               | 1830 – asi do 1870 | vykazována společně s ostatními hlučínskými doly. | 19. století | 44,3               |                                                                              |
| Pokusná     | průzkumná      | 1829-1840 |                | 28               | 1830 – asi do 1870 | vykazována společně s ostatními hlučínskými doly. | 19. století | 44,3               |                                                                              |
| Větrní (V8) | větrní         | kol. 1830 |                |                  | 1830 – asi do 1870 | vykazována společně s ostatními hlučínskými doly. | 19. století | 44,3               |                                                                              |
| Větrní III  | větrní         | 1830      |                | 32               | 1830 – asi do 1870 | vykazována společně s ostatními hlučínskými doly. | 19. století | 44,3               |                                                                              |
| Větrní VII  | větrní         | 1830      |                | 21               | 1830 – asi do 1870 | vykazována společně s ostatními hlučínskými doly. | 19. století | 44,3               |                                                                              |
| Zdroj       |                |           |                |                  |                    |                                                   |             |                    |                                                                              |